# Copa Perú 2002
La Copa Perú 2002 fue la edición número 30 en la historia de la competición y se disputó entre los meses de febrero y diciembre. El torneo otorgó un cupo al torneo de Primera División y finalizó el 18 de diciembre tras disputarse el partido de vuelta de la final que consagró como campeón al Atlético Universidad. Con el título obtenido este club lograría el ascenso al Campeonato Descentralizado 2003.

## Etapa Regional
A esta fase clasificaron un equipo de cada departamento del Perú desde la llamada "Etapa Departamental". A estos se une el descendido del Campeonato Descentralizado 2001: Unión Minas.
Todos los equipos están divididos en 8 grupos por cercanía geográfica; cada equipo campeón clasificará a la Etapa Nacional. De estos 8 equipos Campeones jugarán por cercanía geográfica partidos de knock-out (KO) de local y visita. El ganador de la Final asciende a Primera División 2003.

### Región I
| Departamento | Club                 | Ciudad      |
| ------------ | -------------------- | ----------- |
| Amazonas     | Deportivo Sachapuyos | Chachapoyas |
| Lambayeque   | Flamengo FBC         | Chiclayo    |
| Piura        | Atlético Grau        | Piura       |
| Tumbes       | Independiente        | Tumbes      |

#### Grupo A
| Local ida     | Resultado | Local vuelta  | Ida   | Vuelta |
| ------------- | --------- | ------------- | ----- | ------ |
| Atlético Grau | 4 - 2     | Independiente | 3 - 1 | 1 - 1  |

#### Grupo B
| Local ida            | Resultado | Local vuelta | Ida   | Vuelta |
| -------------------- | --------- | ------------ | ----- | ------ |
| Deportivo Sachapuyos | 3 - 5     | Flamengo     | 1 - 2 | 2 - 3  |

#### Final regional
| Local ida | Resultado | Local vuelta  | Ida   | Vuelta |
| --------- | --------- | ------------- | ----- | ------ |
| Flamengo  | 1 - 3     | Atlético Grau | 1 - 1 | 0 - 2  |

### Región II
| Departamento | Club                             | Ciudad    |
| ------------ | -------------------------------- | --------- |
| Ancash       | José Gálvez FBC                  | Chimbote  |
| Cajamarca    | Universidad Técnica de Cajamarca | Cajamarca |
| La Libertad  | Universidad César Vallejo        | Trujillo  |

| \| Jor. \| Fecha \| Ciudad \| Local \| Score \| Visitante \| \| ---- \| ---------- \| --------- \| ------------------------- \| ----- \| ------------------------- \| \| 1 \| 22-09-2002 \| Chimbote \| José Gálvez FBC \| 0-0 \| Universidad César Vallejo \| \| 2 \| 29-09-2002 \| Cajamarca \| UTC \| 1-2 \| José Gálvez FBC \| \| 3 \| 05-10-2002 \| Trujillo \| Universidad César Vallejo \| 3-2 \| UTC \| \| 4 \| 13-10-2002 \| Trujillo \| Universidad César Vallejo \| 1-0 \| José Gálvez FBC \| \| 5 \| 20-10-2002 \| Chimbote \| José Gálvez FBC \| 2-0 \| UTC \| \| 6 \| 27-10-2002 \| Cajamarca \| UTC \| 1-1 \| Universidad César Vallejo \| |            |           |                           |       |                           |
| Jor. | Fecha      | Ciudad    | Local                     | Score | Visitante                 |
| 1 | 22-09-2002 | Chimbote  | José Gálvez FBC           | 0-0   | Universidad César Vallejo |
| 2 | 29-09-2002 | Cajamarca | UTC                       | 1-2   | José Gálvez FBC           |
| 3 | 05-10-2002 | Trujillo  | Universidad César Vallejo | 3-2   | UTC                       |
| 4 | 13-10-2002 | Trujillo  | Universidad César Vallejo | 1-0   | José Gálvez FBC           |
| 5 | 20-10-2002 | Chimbote  | José Gálvez FBC           | 2-0   | UTC                       |
| 6 | 27-10-2002 | Cajamarca | UTC                       | 1-1   | Universidad César Vallejo |

| Equipo        | PJ | PG | PE | PP | GF | GC | DG | Pts |
| ------------- | -- | -- | -- | -- | -- | -- | -- | --- |
| César Vallejo | 4  | 2  | 2  | 0  | 5  | 3  | +2 | 8   |
| José Gálvez   | 4  | 2  | 1  | 1  | 4  | 2  | +2 | 7   |
| UTC           | 4  | 0  | 1  | 3  | 4  | 8  | -4 | 1   |

### Región III
| Departamento | Club                     | Ciudad    |
| ------------ | ------------------------ | --------- |
| Loreto       | Colegio Nacional Iquitos | Iquitos   |
| San Martín   | Atlético Belén           | Moyobamba |
| Ucayali      | Deportivo San Juan       | Pucallpa  |

| \| Jor. \| Fecha \| Ciudad \| Local \| Score \| Visitante \| \| ---- \| ---------- \| --------- \| ------------------------------ \| ----- \| ------------------------------ \| \| 1 \| 29-09-2002 \| Moyobamba \| Atlético Belén \| 1-1 \| Deportivo San Juan de Pucallpa \| \| 2 \| 06-10-2002 \| Pucallpa \| Deportivo San Juan de Pucallpa \| 0-3 \| CNI \| \| 3 \| 13-10-2002 \| Moyobamba \| Atlético Belén \| 0-2 \| CNI \| \| 4 \| 20-10-2002 \| Pucallpa \| Deportivo San Juan de Pucallpa \| 2-0 \| Atlético Belén \| \| 5 \| 26-10-2002 \| Iquitos \| CNI \| 2-0 \| Deportivo San Juan de Pucallpa \| \| 6 \| 03-11-2002 \| Iquitos \| CNI \| 0-0 \| Atlético Belén \| |            |           |                                |       |                                |
| Jor. | Fecha      | Ciudad    | Local                          | Score | Visitante                      |
| 1 | 29-09-2002 | Moyobamba | Atlético Belén                 | 1-1   | Deportivo San Juan de Pucallpa |
| 2 | 06-10-2002 | Pucallpa  | Deportivo San Juan de Pucallpa | 0-3   | CNI                            |
| 3 | 13-10-2002 | Moyobamba | Atlético Belén                 | 0-2   | CNI                            |
| 4 | 20-10-2002 | Pucallpa  | Deportivo San Juan de Pucallpa | 2-0   | Atlético Belén                 |
| 5 | 26-10-2002 | Iquitos   | CNI                            | 2-0   | Deportivo San Juan de Pucallpa |
| 6 | 03-11-2002 | Iquitos   | CNI                            | 0-0   | Atlético Belén                 |

| Equipo             | PJ | PG | PE | PP | GF | GC | DG | Pts |
| ------------------ | -- | -- | -- | -- | -- | -- | -- | --- |
| CNI                | 4  | 3  | 1  | 0  | 7  | 0  | +7 | 10  |
| Deportivo San Juan | 4  | 1  | 1  | 2  | 3  | 6  | -3 | 4   |
| Atlético Belén     | 4  | 0  | 2  | 2  | 1  | 5  | -4 | 2   |

### Región IV
| Departamento | Club                  | Ciudad       |
| ------------ | --------------------- | ------------ |
| Callao       | Atlético Chalaco      | Callao       |
| Ica          | Santa Rita            | Grocio Prado |
| Lima         | Juventud Torre Blanca | Chancay      |

| \| Jor. \| Fecha \| Ciudad \| Local \| Score \| Visitante \| \| ---- \| ---------- \| ------------ \| -------------------------- \| ----- \| -------------------------- \| \| 1 \| 29-09-2002 \| Grocio Prado \| Santa Rita de Grocio Prado \| 1-1 \| Juventud Torre Blanca \| \| 2 \| 06-10-2002 \| Grocio Prado \| Santa Rita de Grocio Prado \| 1-0 \| Atlético Chalaco \| \| 3 \| 13-10-2002 \| Chancay \| Juventud Torre Blanca \| 0-1 \| Atlético Chalaco \| \| 4 \| 20-10-2002 \| Chancay \| Juventud Torre Blanca \| 2-1 \| Santa Rita de Grocio Prado \| \| 5 \| 27-10-2002 \| Callao \| Atlético Chalaco \| 0-0 \| Santa Rita de Grocio Prado \| \| 6 \| 03-11-2002 \| Callao \| Atlético Chalaco \| 0-0 \| Juventud Torre Blanca \| |            |              |                            |       |                            |
| Jor. | Fecha      | Ciudad       | Local                      | Score | Visitante                  |
| 1 | 29-09-2002 | Grocio Prado | Santa Rita de Grocio Prado | 1-1   | Juventud Torre Blanca      |
| 2 | 06-10-2002 | Grocio Prado | Santa Rita de Grocio Prado | 1-0   | Atlético Chalaco           |
| 3 | 13-10-2002 | Chancay      | Juventud Torre Blanca      | 0-1   | Atlético Chalaco           |
| 4 | 20-10-2002 | Chancay      | Juventud Torre Blanca      | 2-1   | Santa Rita de Grocio Prado |
| 5 | 27-10-2002 | Callao       | Atlético Chalaco           | 0-0   | Santa Rita de Grocio Prado |
| 6 | 03-11-2002 | Callao       | Atlético Chalaco           | 0-0   | Juventud Torre Blanca      |

| Equipo                     | PJ | PG | PE | PP | GF | GC | DG | Pts |
| -------------------------- | -- | -- | -- | -- | -- | -- | -- | --- |
| Juventud Torre Blanca      | 4  | 1  | 2  | 1  | 3  | 3  | 0  | 5   |
| Santa Rita de Grocio Prado | 4  | 1  | 2  | 1  | 3  | 3  | 0  | 5   |
| Atlético Chalaco           | 4  | 1  | 2  | 1  | 1  | 1  | 0  | 5   |

- Al haber triple empate en la tabla se decidió jugar dos partidos extras en el cual dos equipos se enfrentaban en el primer juego y el ganador de este enfrentaba al tercer equipo para definir al clasificado a la Etapa Nacional.

Partidos extra
|            | Resultado             | Resultado |                            |
| ---------- | --------------------- | --------- | -------------------------- |
| 06-11-2002 | Atlético Chalaco      | 2 - 1     | Santa Rita de Grocio Prado |
| 08-11-2002 | Juventud Torre Blanca | 4 - 2     | Atlético Chalaco           |

### Región V
| Departamento | Club                                        | Ciudad  |
| ------------ | ------------------------------------------- | ------- |
| Huánuco      | León de Huánuco                             | Huánuco |
| Junín        | Sport Dos de Mayo                           | Tarma   |
| Pasco        | Universidad Nacional Daniel Alcides Carrión | Pasco   |
| Pasco        | Unión Minas (Descend. 2001)                 | Pasco   |

| \| Jor. \| Fecha \| Ciudad \| Local \| Score \| Visitante \| \| ---- \| ---------- \| -------------- \| ----------------------------- \| ---------- \| ----------------------------- \| \| 1 \| 29-09-2002 \| Cerro de Pasco \| UNDAC de Cerro de Pasco \| 1-2 \| Sport Dos de Mayo de Tarma \| \| 1 \| 29-09-2002 \| Huánuco \| León de Huánuco \| 4-0 \| Unión Minas de Cerro de Pasco \| \| 2 \| 06-10-2002 \| Cerro de Pasco \| Unión Minas de Cerro de Pasco \| 0-3 \| Sport Dos de Mayo de Tarma \| \| 2 \| 06-10-2002 \| Huánuco \| León de Huánuco \| 2-0 \| UNDAC de Cerro de Pasco \| \| 3 \| 13-10-2002 \| Cerro de Pasco \| UNDAC de Cerro de Pasco \| 1-1 \| Unión Minas de Cerro de Pasco \| \| 3 \| 13-10-2002 \| Tarma \| Sport Dos de Mayo \| 4-2 \| León de Huánuco \| \| 4 \| 20-10-2002 \| Tarma \| Sport Dos de Mayo \| 2-0 \| UNDAC de Cerro de Pasco \| \| 4 \| 20-10-2002 \| Cerro de Pasco \| Unión Minas de Cerro de Pasco \| 0-1 \| León de Huánuco \| \| 5 \| 03-11-2002 \| Cerro de Pasco \| UNDAC de Cerro de Pasco \| 0-3 \| León de Huánuco \| \| 5 \| 03-11-2002 \| Tarma \| Sport Dos de Mayo de Tarma \| 3-1 \| Unión Minas de Cerro de Pasco \| \| 6 \| 10-11-2002 \| Cerro de Pasco \| Unión Minas de Cerro de Pasco \| No se jugó \| UNDAC de Cerro de Pasco \| \| 6 \| 10-11-2002 \| Huánuco \| León de Huánuco \| 1-0 \| Sport Dos de Mayo de Tarma \| |            |                |                               |            |                               |
| Jor. | Fecha      | Ciudad         | Local                         | Score      | Visitante                     |
| 1 | 29-09-2002 | Cerro de Pasco | UNDAC de Cerro de Pasco       | 1-2        | Sport Dos de Mayo de Tarma    |
| 1 | 29-09-2002 | Huánuco        | León de Huánuco               | 4-0        | Unión Minas de Cerro de Pasco |
| 2 | 06-10-2002 | Cerro de Pasco | Unión Minas de Cerro de Pasco | 0-3        | Sport Dos de Mayo de Tarma    |
| 2 | 06-10-2002 | Huánuco        | León de Huánuco               | 2-0        | UNDAC de Cerro de Pasco       |
| 3 | 13-10-2002 | Cerro de Pasco | UNDAC de Cerro de Pasco       | 1-1        | Unión Minas de Cerro de Pasco |
| 3 | 13-10-2002 | Tarma          | Sport Dos de Mayo             | 4-2        | León de Huánuco               |
| 4 | 20-10-2002 | Tarma          | Sport Dos de Mayo             | 2-0        | UNDAC de Cerro de Pasco       |
| 4 | 20-10-2002 | Cerro de Pasco | Unión Minas de Cerro de Pasco | 0-1        | León de Huánuco               |
| 5 | 03-11-2002 | Cerro de Pasco | UNDAC de Cerro de Pasco       | 0-3        | León de Huánuco               |
| 5 | 03-11-2002 | Tarma          | Sport Dos de Mayo de Tarma    | 3-1        | Unión Minas de Cerro de Pasco |
| 6 | 10-11-2002 | Cerro de Pasco | Unión Minas de Cerro de Pasco | No se jugó | UNDAC de Cerro de Pasco       |
| 6 | 10-11-2002 | Huánuco        | León de Huánuco               | 1-0        | Sport Dos de Mayo de Tarma    |

| Equipo            | PJ | PG | PE | PP | GF | GC | DG  | Pts |
| ----------------- | -- | -- | -- | -- | -- | -- | --- | --- |
| Sport Dos de Mayo | 6  | 5  | 0  | 1  | 14 | 5  | +9  | 15  |
| León de Huánuco   | 6  | 5  | 0  | 1  | 13 | 4  | +9  | 15  |
| UNDAC             | 5  | 0  | 1  | 4  | 2  | 10 | -8  | 1   |
| Unión Minas       | 5  | 0  | 1  | 4  | 2  | 12 | -10 | 1   |

Partido extra
|            | Resultado       | Resultado    |                   |
| ---------- | --------------- | ------------ | ----------------- |
| 12-11-2002 | León de Huánuco | 1 - 1 5-4(p) | Sport Dos de Mayo |

### Región VI
| Departamento | Club                      | Ciudad       |
| ------------ | ------------------------- | ------------ |
| Apurímac     | Deportivo Educación       | Abancay      |
| Ayacucho     | San Francisco Santa María | Huanta       |
| Huancavelica | Unión Deportivo Ascensión | Huancavelica |

| \| Jor. \| Fecha \| Ciudad \| Local \| Score \| Visitante \| \| ---- \| ---------- \| ------------ \| ----------------------- \| ----- \| ----------------------- \| \| 1 \| 29-09-2002 \| Abancay \| DEA de Abancay \| 1-1 \| UDA de Huancavelica \| \| 2 \| 06-10-2002 \| Huanta \| San Francisco de Huanta \| 1-1 \| UDA de Huancavelica \| \| 3 \| 13-10-2002 \| Abancay \| DEA de Abancay \| 1-0 \| San Francisco de Huanta \| \| 4 \| 20-10-2002 \| Huancavelica \| UDA de Huancavelica \| 3-0 \| DEA de Abancay \| \| 5 \| 27-10-2002 \| Huancavelica \| UDA de Huancavelica \| 3-0 \| San Francisco de Huanta \| \| 6 \| 06-11-2002 \| Huanta \| San Francisco de Huanta \| 2-0 \| DEA de Abancay \| |            |              |                         |       |                         |
| Jor. | Fecha      | Ciudad       | Local                   | Score | Visitante               |
| 1 | 29-09-2002 | Abancay      | DEA de Abancay          | 1-1   | UDA de Huancavelica     |
| 2 | 06-10-2002 | Huanta       | San Francisco de Huanta | 1-1   | UDA de Huancavelica     |
| 3 | 13-10-2002 | Abancay      | DEA de Abancay          | 1-0   | San Francisco de Huanta |
| 4 | 20-10-2002 | Huancavelica | UDA de Huancavelica     | 3-0   | DEA de Abancay          |
| 5 | 27-10-2002 | Huancavelica | UDA de Huancavelica     | 3-0   | San Francisco de Huanta |
| 6 | 06-11-2002 | Huanta       | San Francisco de Huanta | 2-0   | DEA de Abancay          |

| Equipo                    | PJ | PG | PE | PP | GF | GC | DG | Pts |
| ------------------------- | -- | -- | -- | -- | -- | -- | -- | --- |
| UDA                       | 4  | 2  | 2  | 0  | 8  | 2  | +6 | 8   |
| San Francisco Santa María | 4  | 1  | 1  | 2  | 3  | 5  | -2 | 4   |
| DEA                       | 4  | 1  | 1  | 2  | 2  | 6  | -4 | 4   |

### Región VII
| Departamento  | Club                   | Ciudad           |
| ------------- | ---------------------- | ---------------- |
| Cusco         | Senati                 | Cusco            |
| Madre de Dios | Deportivo 30 de Agosto | Puerto Maldonado |
| Puno          | Franciscano San Román  | Juliaca          |

| \| Jor. \| Fecha \| Ciudad \| Local \| Score \| Visitante \| \| ---- \| ---------- \| ---------------- \| -------------------------------- \| --------- \| -------------------------------- \| \| 1 \| 29-09-2002 \| Puerto Maldonado \| 30 de Agosto de Puerto Maldonado \| 0-7 \| Franciscano San Román de Juliaca \| \| 2 \| 06-10-2002 \| Juliaca \| Franciscano San Román de Juliaca \| 3-2 \| Senati de Cusco \| \| 3 \| 13-10-2002 \| Cusco \| Senati de Cusco \| 4-0 \| 30 de Agosto de Puerto Maldonado \| \| 4 \| 20-10-2002 \| Juliaca \| Franciscano San Román de Juliaca \| 7-1 \| 30 de Agosto de Puerto Maldonado \| \| 5 \| 27-10-2002 \| Cusco \| Senati de Cusco \| 1-0 \| Franciscano San Román de Juliaca \| \| 6 \| 03-11-2002 \| Puerto Maldonado \| 30 de Agosto de Puerto Maldonado \| 3-4 \| Senati de Cusco \| \| PO \| 09-11-2002 \| Puerto Maldonado \| Senati de Cusco \| 0-0(4-3p) \| Franciscano San Román de Juliaca \| |            |                  |                                  |           |                                  |
| Jor. | Fecha      | Ciudad           | Local                            | Score     | Visitante                        |
| 1 | 29-09-2002 | Puerto Maldonado | 30 de Agosto de Puerto Maldonado | 0-7       | Franciscano San Román de Juliaca |
| 2 | 06-10-2002 | Juliaca          | Franciscano San Román de Juliaca | 3-2       | Senati de Cusco                  |
| 3 | 13-10-2002 | Cusco            | Senati de Cusco                  | 4-0       | 30 de Agosto de Puerto Maldonado |
| 4 | 20-10-2002 | Juliaca          | Franciscano San Román de Juliaca | 7-1       | 30 de Agosto de Puerto Maldonado |
| 5 | 27-10-2002 | Cusco            | Senati de Cusco                  | 1-0       | Franciscano San Román de Juliaca |
| 6 | 03-11-2002 | Puerto Maldonado | 30 de Agosto de Puerto Maldonado | 3-4       | Senati de Cusco                  |
| PO | 09-11-2002 | Puerto Maldonado | Senati de Cusco                  | 0-0(4-3p) | Franciscano San Román de Juliaca |

| Equipo                                     | PJ | PG | PE | PP | GF | GC | DG  | Pts |
| ------------------------------------------ | -- | -- | -- | -- | -- | -- | --- | --- |
| Franciscano San Román de Juliaca           | 4  | 3  | 0  | 1  | 17 | 4  | +13 | 9   |
| Senati de Cusco                            | 4  | 3  | 0  | 1  | 11 | 6  | +5  | 9   |
| Deportivo 30 de Agosto de Puerto Maldonado | 4  | 0  | 0  | 4  | 4  | 22 | -18 | 0   |

partido extra
| Fecha      |        | Resultado global |                       |
| ---------- | ------ | ---------------- | --------------------- |
| 09-11-2002 | Senati | 0 - 0 4-3(p)     | Franciscano San Román |

### Región VIII
| Departamento | Club                 | Ciudad   |
| ------------ | -------------------- | -------- |
| Arequipa     | Atlético Universidad | Arequipa |
| Moquegua     | Mariscal Nieto       | Ilo      |
| Tacna        | Bureau               | Tacna    |

| \| Jor. \| Fecha \| Estadio \| Ciudad \| Local \| Score \| Visitante \| \| ---- \| ---------- \| --------------- \| -------- \| -------------------------------- \| ------------ \| -------------------------------- \| \| 1° \| 22-09-2002 \| Jorge Basadre \| Tacna \| Bureau de Tacna \| 0-1 \| Atlético Universidad de Arequipa \| \| 2° \| 29-09-2002 \| Jorge Basadre \| Tacna \| Bureau de Tacna \| 2-1 \| Mariscal Nieto de Ilo \| \| 3° \| 05-10-2002 \| Monumental UNSA \| Arequipa \| Atlético Universidad de Arequipa \| 4-0 \| Mariscal Nieto de Ilo \| \| 4° \| 12-10-2002 \| Monumental UNSA \| Arequipa \| Atlético Universidad de Arequipa \| 4-1 \| Bureau de Tacna \| \| 5° \| 20-10-2002 \| Mariscal Nieto \| Ilo \| Mariscal Nieto de Ilo \| No se jugó * \| Bureau de Tacna \| \| 6° \| 27-10-2002 \| Mariscal Nieto \| Ilo \| Mariscal Nieto de Ilo \| No se jugó * \| Atlético Universidad de Arequipa \| |            |                 |          |                                  |              |                                  |
| Jor. | Fecha      | Estadio         | Ciudad   | Local                            | Score        | Visitante                        |
| 1° | 22-09-2002 | Jorge Basadre   | Tacna    | Bureau de Tacna                  | 0-1          | Atlético Universidad de Arequipa |
| 2° | 29-09-2002 | Jorge Basadre   | Tacna    | Bureau de Tacna                  | 2-1          | Mariscal Nieto de Ilo            |
| 3° | 05-10-2002 | Monumental UNSA | Arequipa | Atlético Universidad de Arequipa | 4-0          | Mariscal Nieto de Ilo            |
| 4° | 12-10-2002 | Monumental UNSA | Arequipa | Atlético Universidad de Arequipa | 4-1          | Bureau de Tacna                  |
| 5° | 20-10-2002 | Mariscal Nieto  | Ilo      | Mariscal Nieto de Ilo            | No se jugó * | Bureau de Tacna                  |
| 6° | 27-10-2002 | Mariscal Nieto  | Ilo      | Mariscal Nieto de Ilo            | No se jugó * | Atlético Universidad de Arequipa |

* Nota: Los partidos no se jugaron debido a que Atlético Universidad ya estaba clasificado.
| Equipo                           | PJ | PG | PE | PP | GF | GC | DG | Pts |
| -------------------------------- | -- | -- | -- | -- | -- | -- | -- | --- |
| Atlético Universidad de Arequipa | 3  | 3  | 0  | 0  | 9  | 1  | +8 | 9   |
| Bureau de Tacna                  | 3  | 1  | 0  | 2  | 3  | 6  | -3 | 3   |
| Mariscal Nieto de Ilo            | 2  | 0  | 0  | 2  | 1  | 6  | -5 | 0   |

## Etapa Nacional

### Cuartos de final
| Local ida             | Resultado global | Local vuelta              | Ida   | Vuelta |
| --------------------- | ---------------- | ------------------------- | ----- | ------ |
| Atlético Grau         | 2 - 1            | Universidad César Vallejo | 1 - 0 | 1 - 1  |
| Juventud Torre Blanca | 0 - 3            | CNI                       | 0 - 1 | 0 - 2  |
| León de Huánuco       | 4 - 3            | Unión Deportivo Ascensión | 3 - 2 | 1 - 1  |
| Senati                | 2 - 5            | Atlético Universidad      | 1 - 0 | 1 - 4  |

Partidos extra
|                  | Resultado |                                  |
| ---------------- | --------- | -------------------------------- |
| Senati del Cusco | 2 - 3     | Atlético Universidad de Arequipa |

| \| Jor. \| Fecha \| Estadio \| Ciudad \| Local \| Score \| Visitante \| \| ---- \| ---------- \| ---------------- \| ------------ \| ------------------------- \| ----- \| ------------------------- \| \| 1 \| 10-11-2002 \| Manuel Feijóo \| Catacaos \| Atlético Grau \| 1-0 \| Universidad César Vallejo \| \| 1 \| 16-11-2002 \| Mansiche \| Trujillo \| Universidad César Vallejo \| 1-1 \| Atlético Grau \| \| 2 \| 10-11-2002 \| Romulo Shaw \| Chancay \| Juventud Torre Blanca \| 0-1 \| CNI \| \| 2 \| 16-11-2002 \| Max Augustín \| Iquitos \| CNI \| 2-0 \| Juventud Torre Blanca \| \| 3 \| 15-11-2002 \| Heraclio Tapia \| Huánuco \| León de Huánuco \| 3-2 \| UDA de Huancavelica \| \| 3 \| 20-11-2002 \| IPD Huancavelica \| Huancavelica \| UDA de Huancavelica \| 1-1 \| León de Huánuco \| \| 4 \| 09-11-2002 \| Garcilaso \| Cusco \| Senati del Cusco \| 1-0 \| Atlético Universidad \| \| 4 \| 15-11-2002 \| Monumental UNSA \| Arequipa \| Atlético Universidad \| 4-1 \| Senati del Cusco \| \| 4 \| 20-11-2002 \| Jorge Basadre \| Tacna \| Atlético Universidad \| 3-2 \| Senati del Cusco \| |            |                  |              |                           |       |                           |
| Jor. | Fecha      | Estadio          | Ciudad       | Local                     | Score | Visitante                 |
| 1 | 10-11-2002 | Manuel Feijóo    | Catacaos     | Atlético Grau             | 1-0   | Universidad César Vallejo |
| 1 | 16-11-2002 | Mansiche         | Trujillo     | Universidad César Vallejo | 1-1   | Atlético Grau             |
| 2 | 10-11-2002 | Romulo Shaw      | Chancay      | Juventud Torre Blanca     | 0-1   | CNI                       |
| 2 | 16-11-2002 | Max Augustín     | Iquitos      | CNI                       | 2-0   | Juventud Torre Blanca     |
| 3 | 15-11-2002 | Heraclio Tapia   | Huánuco      | León de Huánuco           | 3-2   | UDA de Huancavelica       |
| 3 | 20-11-2002 | IPD Huancavelica | Huancavelica | UDA de Huancavelica       | 1-1   | León de Huánuco           |
| 4 | 09-11-2002 | Garcilaso        | Cusco        | Senati del Cusco          | 1-0   | Atlético Universidad      |
| 4 | 15-11-2002 | Monumental UNSA  | Arequipa     | Atlético Universidad      | 4-1   | Senati del Cusco          |
| 4 | 20-11-2002 | Jorge Basadre    | Tacna        | Atlético Universidad      | 3-2   | Senati del Cusco          |

### Semifinales
| Local ida            | Resultado global | Local vuelta    | Ida   | Vuelta |
| -------------------- | ---------------- | --------------- | ----- | ------ |
| Atlético Grau        | 4 - 2            | CNI             | 3 - 2 | 1 - 0  |
| Atlético Universidad | 3 - 1            | León de Huánuco | 1 - 0 | 2 - 1  |

| \| Jor. \| Fecha \| Estadio \| Ciudad \| Local \| Score \| Visitante \| \| ---- \| ---------- \| --------------- \| -------- \| -------------------- \| ----- \| -------------------- \| \| 1 \| 24-11-2002 \| Manuel Feijóo \| Catacaos \| Atlético Grau \| 3-2 \| CNI \| \| 1 \| 01-12-2002 \| Max Augustín \| Iquitos \| CNI \| 0-1 \| Atlético Grau \| \| 2 \| 24-11-2002 \| Monumental UNSA \| Arequipa \| Atlético Universidad \| 1-0 \| León de Huánuco \| \| 2 \| 01-12-2002 \| Heraclio Tapia \| Huánuco \| León de Huánuco \| 1-2 \| Atlético Universidad \| |            |                 |          |                      |       |                      |
| Jor. | Fecha      | Estadio         | Ciudad   | Local                | Score | Visitante            |
| 1 | 24-11-2002 | Manuel Feijóo   | Catacaos | Atlético Grau        | 3-2   | CNI                  |
| 1 | 01-12-2002 | Max Augustín    | Iquitos  | CNI                  | 0-1   | Atlético Grau        |
| 2 | 24-11-2002 | Monumental UNSA | Arequipa | Atlético Universidad | 1-0   | León de Huánuco      |
| 2 | 01-12-2002 | Heraclio Tapia  | Huánuco  | León de Huánuco      | 1-2   | Atlético Universidad |

### Final
| Local ida            | Resultado global | Local vuelta  | Ida   | Vuelta |
| -------------------- | ---------------- | ------------- | ----- | ------ |
| Atlético Universidad | 5 - 3            | Atlético Grau | 1 - 1 | 4 - 2  |

| \| Jor. \| Fecha \| Estadio \| Ciudad \| Local \| Score \| Visitante \| \| ---- \| ---------- \| --------------- \| -------- \| -------------------- \| ----- \| -------------------- \| \| 1 \| 07-12-2002 \| Monumental UNSA \| Arequipa \| Atlético Universidad \| 1-1 \| Atlético Grau \| \| 1 \| 15-12-2002 \| Miguel Grau \| Piura \| Atlético Grau \| 2-4 \| Atlético Universidad \| |            |                 |          |                      |       |                      |
| Jor. | Fecha      | Estadio         | Ciudad   | Local                | Score | Visitante            |
| 1 | 07-12-2002 | Monumental UNSA | Arequipa | Atlético Universidad | 1-1   | Atlético Grau        |
| 1 | 15-12-2002 | Miguel Grau     | Piura    | Atlético Grau        | 2-4   | Atlético Universidad |

#### Partidos
| Final, Ida; Sábado 7 de diciembre de 2002 | Atlético Universidad | 1:1 (1:0) | Atlético Grau      | Estadio Monumental de la UNSA, Arequipa |                              |
|                                           | Luis Baca 5'         | Reporte   | Alex Azáldegui 51' | Árbitro(s): Freddy Arellanos            | Árbitro(s): Freddy Arellanos |

| Final, Vuelta; Domingo 15 de diciembre de 2002 | Atlético Grau                         | 2:4 (0:2) | Atlético Universidad                                                   | Estadio Miguel Grau, Piura   |                              |
|                                                | Marlon Mogollón 67' · Jorge Leiva 72' | Reporte   | Jorge Alegría 32' 40' · Christian Zúñiga 69' · Alex Paredes 90' (pen.) | Árbitro(s): Freddy Arellanos | Árbitro(s): Freddy Arellanos |

| Campeón                         |
| Atlético Universidad 1.º título |